# 43 أريادني
أريادني (أو 43 أريادني وفق تسمية الكوكب الصغير) (بالإنجليزية: 43 Ariadne)‏ هو كويكب ضمن حزام الكويكبات؛ وهو الكويكب الثالث والأربعون من حيث ترتيب الاكتشاف.
اكتشف نورمان بوغسون هذا الكويكب في الخامس عشر من أبريل سنة 1857؛ وأسماه أريادني، على اسم إحدى الآلهة وفق الأساطير الإغريقية.